# Poutní místo

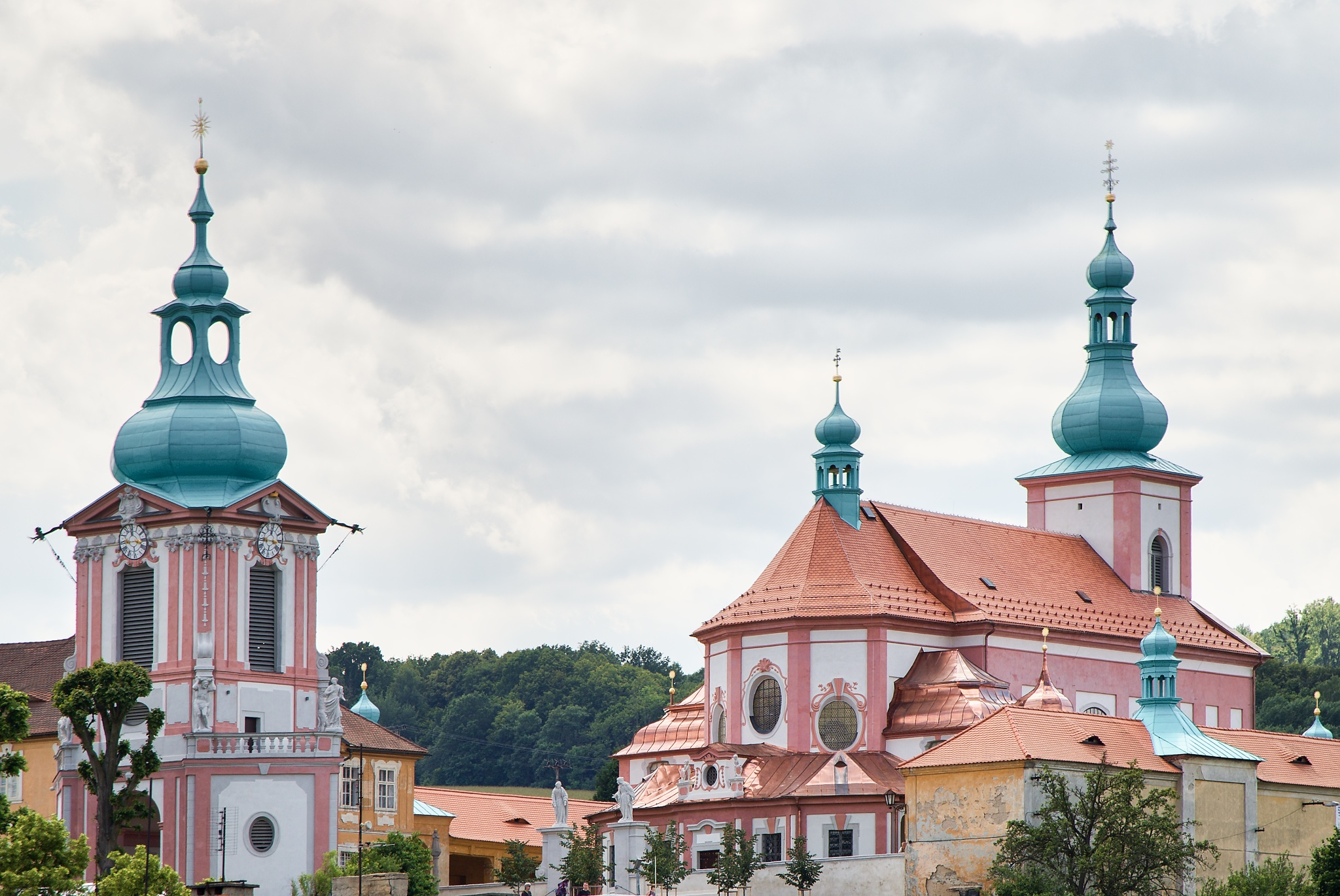
Poutní místo Horní Police

Poutní místo je místo, které se, zpravidla díky určitému tradovanému zázraku nebo uchovávané relikvii, stalo cílem poutí. Smyslem pouti je zpravidla uctít stopy zázraku, který se zde udál, poprosit Boha či světce o uzdravení (pokud bylo zázrakem uzdravení), případně za takové zázračné uzdravení poděkovat nebo skrze namáhavou cestu provést pokání či obětovat tuto námahu Bohu. Poutě jsou běžné v řadě náboženství, např. v křesťanství a islámu, kde je pouť do Mekky, tzv. hadždž, přímo jednou z náboženských povinností muslima a jedním z tzv. Pěti pilířů islámu.

## Katolická poutní místa

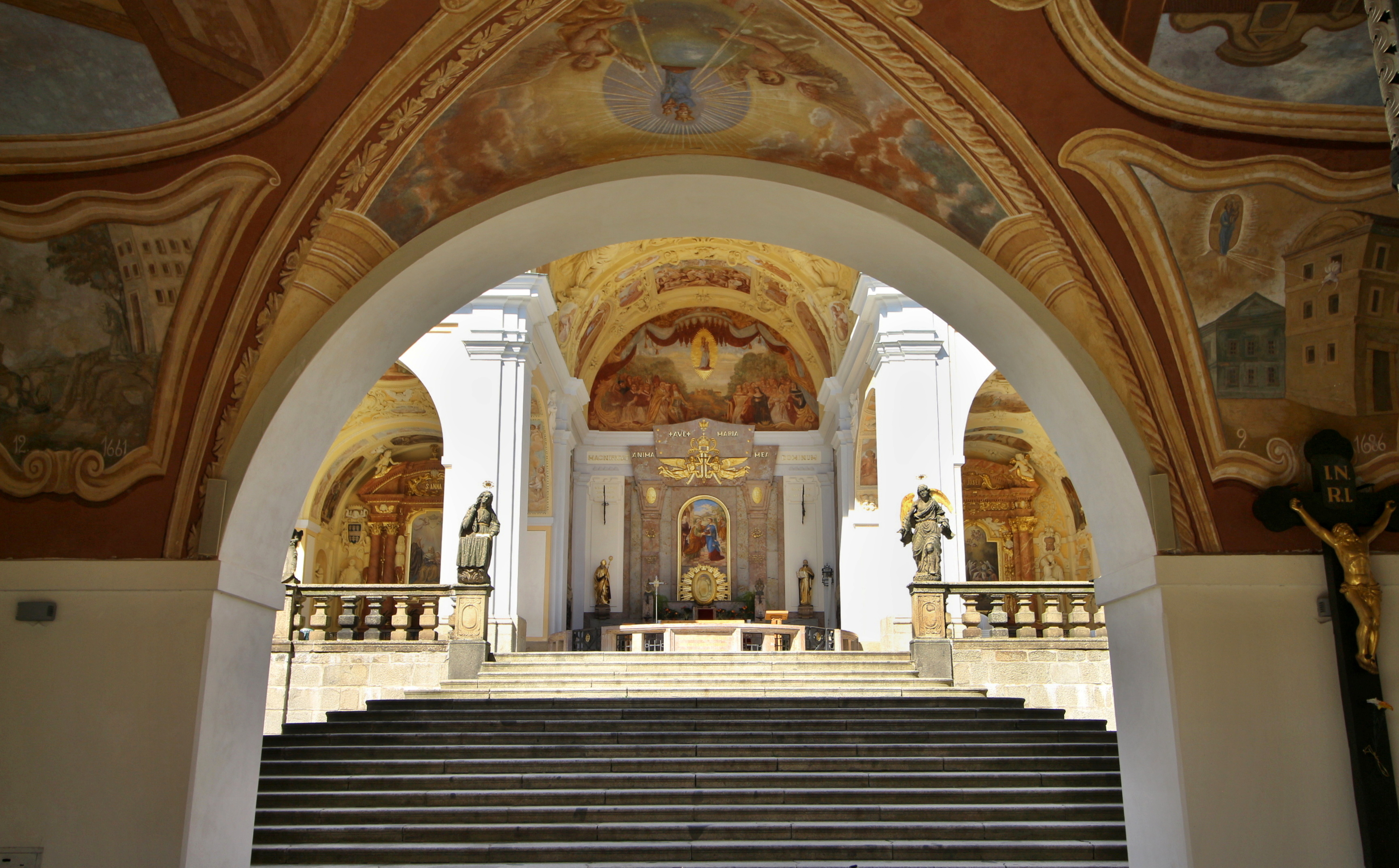
Svatá Hora, poutní komplex v Příbrami

Na místě zázraku bývá zpravidla postaven kostelem či kaplí s ambity. Příkladem takového poutního místa je např. Svatá Hora u Příbrami nebo kostel svatého Jana Nepomuckého u Žďáru nad Sázavou. Mezi nejvýznamnější katolická poutní místa Evropy patří Santiago de Compostela ve španělské Galicii, Lurdy v podhůří francouzských Pyrenejí, Fátima v Portugalsku, Jasná Hora u Čenstochové v Polsku a Mariazell v rakouském Štýrsku; mimo Evropu pak Guadalupe a řada míst ve Svaté zemi (Betlém, Jeruzalém atd.). Po údajných zjeveních Panny Marie se stala poutním místem i Turzovka (hora Živčáková) na severozápadním Slovensku.
Ne zcela oficiálním katolickým poutním místem je Medžugorje v Hercegovině (tamější zjevení Panny Marie nejsou katolickou církví oficiálně uznána za pravá). Poutními místy svého druhu se stávají i rodné domy papežů, zejména Jana Pavla II. (Wadowice u Krakova) a Benedikta XVI. (hornobavorský Marktl am Inn). Některá křesťanská poutní místa vznikala v místech pousteven, kam lidé zpočátku chodili na kázání či pro radu k poustevníkovi a tradice shromažďování poustevníka přežila, případně se v místě usadila řeholní komunita – takovým místem je třeba Svatý Jan pod Skalou.

### Katolická poutní místa v Česku

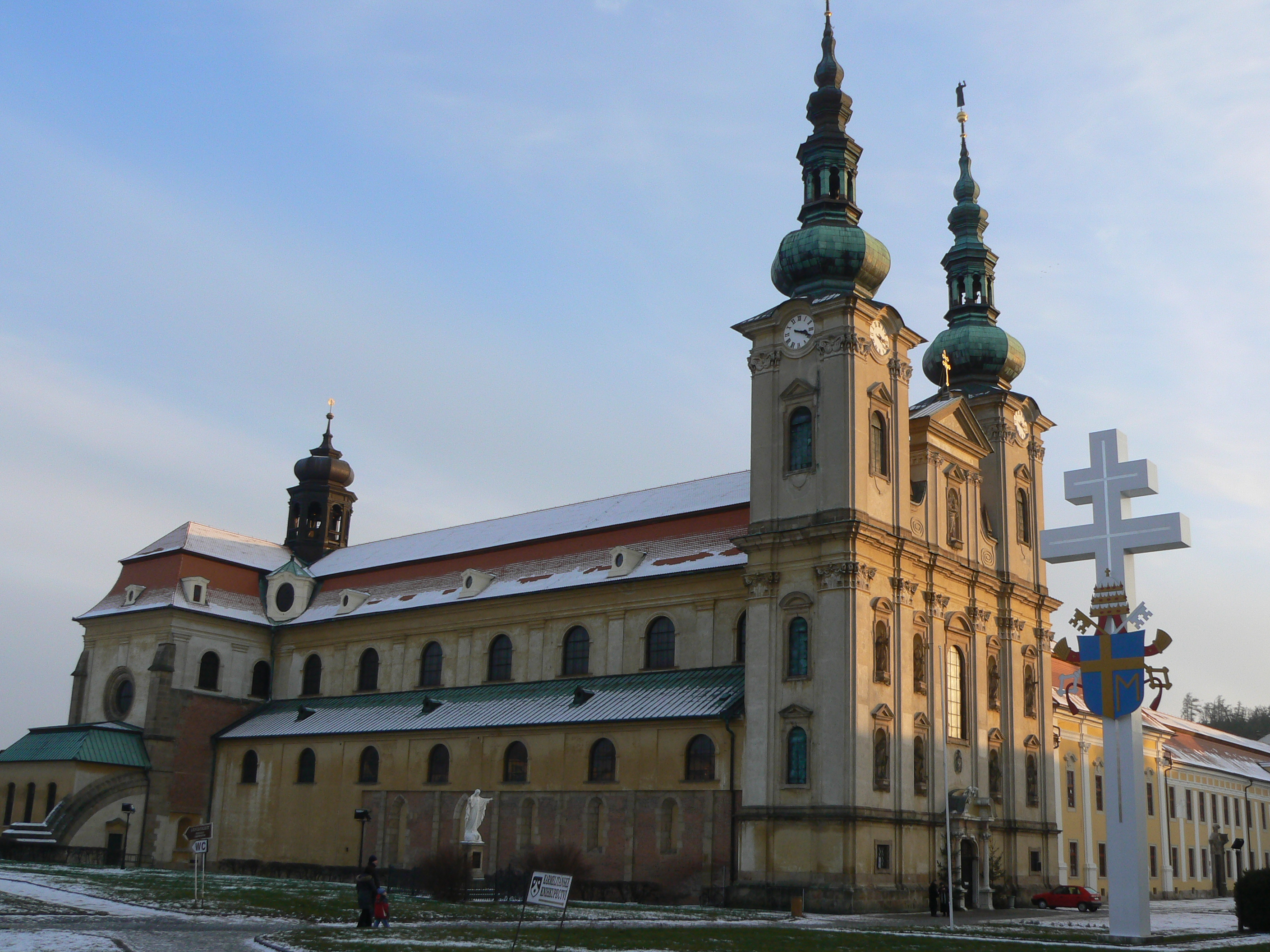
Velehradská poutní bazilika Nanebevzetí Panny Marie a svatého Cyrila a Metoděje

V Českých zemích je řada poutních míst navštěvovaných katolíky. Katolické poutě se zde rozšířily především v baroku, v období protireformace. Na konci 18. století byly Josefem II. zakázány, zákaz ale nevydržel dlouho. Znovu byly poutě zakázány na počátku komunistického režimu, který řadu poutních míst přímo zlikvidoval, nechal zchátrat (např. nyní již obnovený areál Skalka u Mníšku pod Brdy – zchátralá podoba památky je k vidění ve 4. epizodě seriálu 30 případů majora Zemana Rubínové kříže) nebo znepřístupnil. Nejvýznamnější poutní místa Česka jsou na Moravě Velehrad, Svatý Hostýn a Svatý Kopeček u Olomouce a Svatá Hora a Stará Boleslav v Čechách.

## Muslimská poutní místa
Pro muslimské náboženství je nejvýznamnějším poutním místem Mekka, mezi další patří Medína, Jeruzalémský chrám, Ziyarat a další místa, spojená s pobytem a činy Mohameda. Pro irácké šíity je poutním místem Karbala.

## Buddhistická poutní místa
Hlavní poutní místa buddhistů jsou zpravidla čtyři a všechna jsou spojována s působením Buddhy Gautamy. Je to Lumbiní, místo narození Buddhy, Bódhgaja, kde Buddha dosáhl probuzení, dále Sárnáth, kde byla Buddhou pronesena první rozprava a konečně Kušinagara, kde dosáhl konečného vyvanutí. Mimo tyto hlavní oblasti existuje velké množství méně významných buddhistických poutních míst, jako např. Sáňčí, Adžanta nebo Varánásí.

## Komunistická poutní místa
Pro komunisty bylo "poutním místem" například Leninovo mauzoleum v Moskvě nebo „rodná světnička“ Klementa Gottwalda v Dědicích u Vyškova.